# Södermanlands runinskrifter 104
Södermanlands runinskrifter 104 är en vikingatida runsten vid Berga gård i Kjula socken och Eskilstuna kommun i Södermanland. Stenen är av gnejs, 170 cm hög, 55 cm bred och 40 cm tjock med närmast triangulär genomskärning. Före ca 1855 ska den ha legat på en kulle i trädgården, som tycks ha varit en ättehög.

## Inskriften
Translitterering av runraden:
§P frkstin : riti : tsin : þina : at heþinfastþ : faþur sin : ulfr : o : (a)i(k)u a(l)ib :
§Q frkstin : riti : tsin : þina : at heþinfastþ : faþur sin : ulfr : o : (h)(i)ku ali(r) : sii :
Normalisering till runsvenska:
§P Frøystæinn(?) retti stæin þenna at Heðinfast, faður sinn. UlfR a Æikøy(?) ...
§Q Frøystæinn(?) retti stæin þenna at Heðinfast, faður sinn. UlfR a ... ... ...
Översättning till nusvenska:
Frösten reste denna sten efter Hedinfast sin fader. Ulv på ...
Läsningen av M. Källström är ulfr : o : ḥiḳu : aliṛ : sii : , fast de två sista i-runorna och det följande skiljetecknet kan vara ett «halsband» och rundjurets ögon.